# Gliese 1
Gliese 1 (Gl 1 o GJ 1) en una estrella nana roja a la constel·lació de l'Escultor, situada en l'hemisferi sud celeste. Atès que se situa molt prop de l'origen de coordenades d'ascensió recta, és el primer estel del catàleg d'Henry L. Giclas i Luyten Half-Second. És una dels estels més propers al Sol, dista aproximadament 14.2 anys llum. No obstant això és molt difícil d'observar a ull nu. El tipus espectral d'aquest estel ha estat estimat entre M1.5V o M3.0V per diversos autors. L'estel a més posseeix un alt moviment propi. Aquest va ser notat per primera vegada en 1885 per Benjamin A. Gould.